# 83 Leonis
83 Leonis, som är stjärnans Flamsteed-beteckning, är en dubbelstjärna, belägen i den södra delen av stjärnbilden Lejonet. Den har en kombinerad skenbar magnitud av ca 6,5 och kräver åtminstone en handkikare för att kunna observeras. Baserat på parallax enligt Gaia Data Release 2 på ca 54,9 mas, beräknas den befinna sig på ett avstånd på ca 59 ljusår (ca 18 parsek) från solen. Den rör sig bort från solen med en heliocentrisk radialhastighet på ca 4 km/s.

## Egenskaper
Primärstjärnan 83 Leonis A är en orange till röd underjättestjärna av spektralklass K0 IV, som har förbrukat förrådet av väte i dess kärna och börjat utvecklas bort från huvudserien. Den har en radie som är ca 1 solradie och avger energi från dess fotosfär motsvarande omkring 80 procent  av solens utstrålning vid en effektiv temperatur av ca 5 500 K.
Följeslagaren, 83 Leonis B, är en orange stjärna i huvudserien av 8:e magnituden, något mindre massiv (0,88 solmassor), mindre och svalare än solen. De båda stjärnorna har gemensam egenrörelse,  vilket bekräftar dem som ett fysiskt par. Den projicerade separationen mellan stjärnorna är 515 AE, men den verkliga separationen kan vara mycket större.

## Planetsystem
Exoplaneten 83 Leonis Bb, i cirkulation kring följeslagaren, upptäcktes i januari 2005 av Californian and Carnegie Planet Search-team, som använder metoden med observation av radiell hastighet för att upptäcka planeter. Planetens minsta massa är mindre än hälften av Saturnus massa. Den kretsar mycket nära stjärnan och fullbordar ett omlopp på ca 17 dygn. År 2010 upptäcktes den andra planeten 83 Leonis Bc.